# Ust'-Tarkskij rajon
L'Ust'-Tarkskij rajon è un rajon (distretto) dell'oblast' di Novosibirsk, nella Russia siberiana sudoccidentale. Il capoluogo è il villaggio (selo) di Ust'-Tarka.